# إمامزاده عبد الله (مقاطعة فيروز آباد)
امامزادة عبد الله (مقاطعة فيروزآباد) (بالإنجليزية: Mazraeh-ye Emamzadeh Abdollah)‏ هي منطقة سكنية تقع في فارس في إيران. يقدر عدد سكانها بـ 15 نسمة .